# The Reason (альбом)
The Reason — второй студийный альбом американской рок-группы Hoobastank, выпущенный 9 декабря 2003 года на лейбле Island Records. Став самой коммерчески успешной работой группы, альбом продался в США тиражом в 2,3 миллиона копий.

## Создание альбома
Hoobastank вернулись в студию весной 2003 года и приступили к записи нового материала, продюсером выступил Говард Бэнсон, поработавший до этого с P.O.D., Cold и The Crystal Method.
До начала процесса записи группа подружилась с валлийской группой Lostprophets, поскольку им пришлось делить звукозаписывающую площадку в Калабасасе. Иан Уоткинс и Джейми Оливер записали бэк-вокал для припева в «Out of Control».
В августе студийную деятельность пришлось на время прервать, так как Дэн Эстрин оказался в больнице в результате полученной травмы при падении с мотобайка. К октябрю Эстрин выздоровел, и в ноябре группа отправилась в Nokia Unwired Tour с The All-American Rejects и Ozomatli. К тому времени записанный альбом отправился на постпродакшн.

## Успех
The Reason получил неоднозначные отзывы критиков. Джонни Лофтус из AllMusic счёл, что подростковая поэзия и мягкие инструменты в альбоме слишком похожи на одноимённый дебют группы, но счёл их музыкальное мастерство возросшим, заключив, что «в конце концов, The Reason — это действительно улучшенная версия Hoobastank, написанная и сыгранная более зрелыми версиями участников Hoobastank».
The Reason произвел фурор в мире рок-музыки, вызвав восторг у меломанов многих стран. Вокал Робба стал жестче, а музыка заметно потяжелела. Главным хитом пластинки стал одноименный сингл — в национальном чарте он добрался до второй строчки и стал самой успешной работой коллектива за всё время его существования. В Канаде она провела на вершине чартов двадцать недель, обновив рекорд. Таким образом, Hoobastank существенно пополнили армию своих поклонников.

## Стилистика
Вокал Робба стал жестче, а музыка заметно потяжелела. Иногда появляется клавишная секция — например, в треках «Lucky» или «The Reason». Вокал Роба обычно врывается в самый напряженный момент композиции, обеспечивая максимальный эмоциональный резонанс, в то время как музыканты балансируют на грани между тонкими лирико-романтическими мелодиями и агрессивным роком.
Тексты песен посвящены в основном сложностям отношений индивида с внешним миром.

## Саундтреки
Сразу несколько песен попало в саундтреки:
- «The Reason» — в сериал «Друзья»
- «Same Direction» — в видеоигру Madden NFL 2005
- «Just One» — в видеоигру Top Spin 2

## Список композиций
Все тексты написаны Дугласом Роббом, вся музыка написана Дэном Эстрином.
| №   | Название               | Длительность |
| --- | ---------------------- | ------------ |
| 1.  | «Same Direction»       | 3:15         |
| 2.  | «Out of Control»       | 2:42         |
| 3.  | «What Happened to Us?» | 4:00         |
| 4.  | «Escape»               | 3:44         |
| 5.  | «Just One»             | 3:19         |
| 6.  | «Lucky»                | 2:59         |
| 7.  | «From the Heart»       | 3:03         |
| 8.  | «The Reason»           | 3:52         |
| 9.  | «Let It Out»           | 3:18         |
| 10. | «Unaffected»           | 3:33         |
| 11. | «Never There»          | 3:03         |
| 12. | «Disappear»            | 5:06         |

(Некоторые копии распространялись также с песнями «Never Saw It Coming» и «Open Your Eyes»)

## Чарты
| Чарт                            | Позиция |
| ------------------------------- | ------- |
| US Billboard 200                | 3       |
| UK Albums Chart                 | 41      |
| Australian Albums Chart         | 23      |
| Austrian Albums Chart           | 19      |
| Belgian (Wallonia) Albums Chart | 51      |
| Canadian Albums Chart           | 9       |
| French Albums Chart             | 6       |
| German Albums Chart             | 51      |
| Italian Albums Chart            | 15      |
| New-Zealand Albums Chart        | 31      |
| Swedish Albums Chart            | 33      |
| Swiss Albums Chart              | 13      |

## Участники записи
Hoobastank
- Дуглас Робб — вокал
- Дэн Эстрин — электрогитара, акустическая гитара
- Маркку Лаплайнен — бас-гитара
- Крис Хессе — ударные

Приглашённые музыканты
- Иан Уоткинс — бэк-вокал в «Out of Control»
- Джейми Оливер — бэк-вокал в «Out of Control»
- Говард Бэнсон — клавишные (в «What Happened to Us?» и «The Reason»)
- Sam Fisher — скрипка (в «Lucky», «The Reason» и «Disappear»)
- Рене Мандел — скрипка (в «Lucky», «The Reason» и «Disappear»)
- Шанти Рэндалл – скрипка (в «Lucky», «The Reason» и «Disappear»)
- Виктор Лоуренс — виолончель (в «Lucky», «The Reason» и «Disappear»)
- Дэвид Лоу — виолончель (в «Lucky», «The Reason» и «Disappear»)
- Дэвид Мерген — виолончель (в «Lucky», «The Reason» и «Disappear»)
- Майкл Валерио — контрабас (в «Lucky», «The Reason» и «Disappear»)